# Gununga jacobsoni
Gununga jacobsoni är en insektsart som beskrevs av Melichar 1914. Gununga jacobsoni ingår i släktet Gununga och familjen dvärgstritar. Inga underarter finns listade i Catalogue of Life.